# Ordinariado Militar do Brasil
O Ordinariado Militar do Brasil é uma circunscrição eclesiástica da Igreja Católica no Brasil, subordinada diretamente à Santa Sé, participa do Conselho Episcopal Regional Centro-Oeste da Conferência Nacional dos Bispos do Brasil. A sé episcopal está na Catedral Militar Rainha da Paz, na cidade de Brasília, no Distrito Federal.
O Ordinariado Militar do Brasil organiza e coordena os serviços de todas as capelanias militares católicas do Brasil.

## Histórico

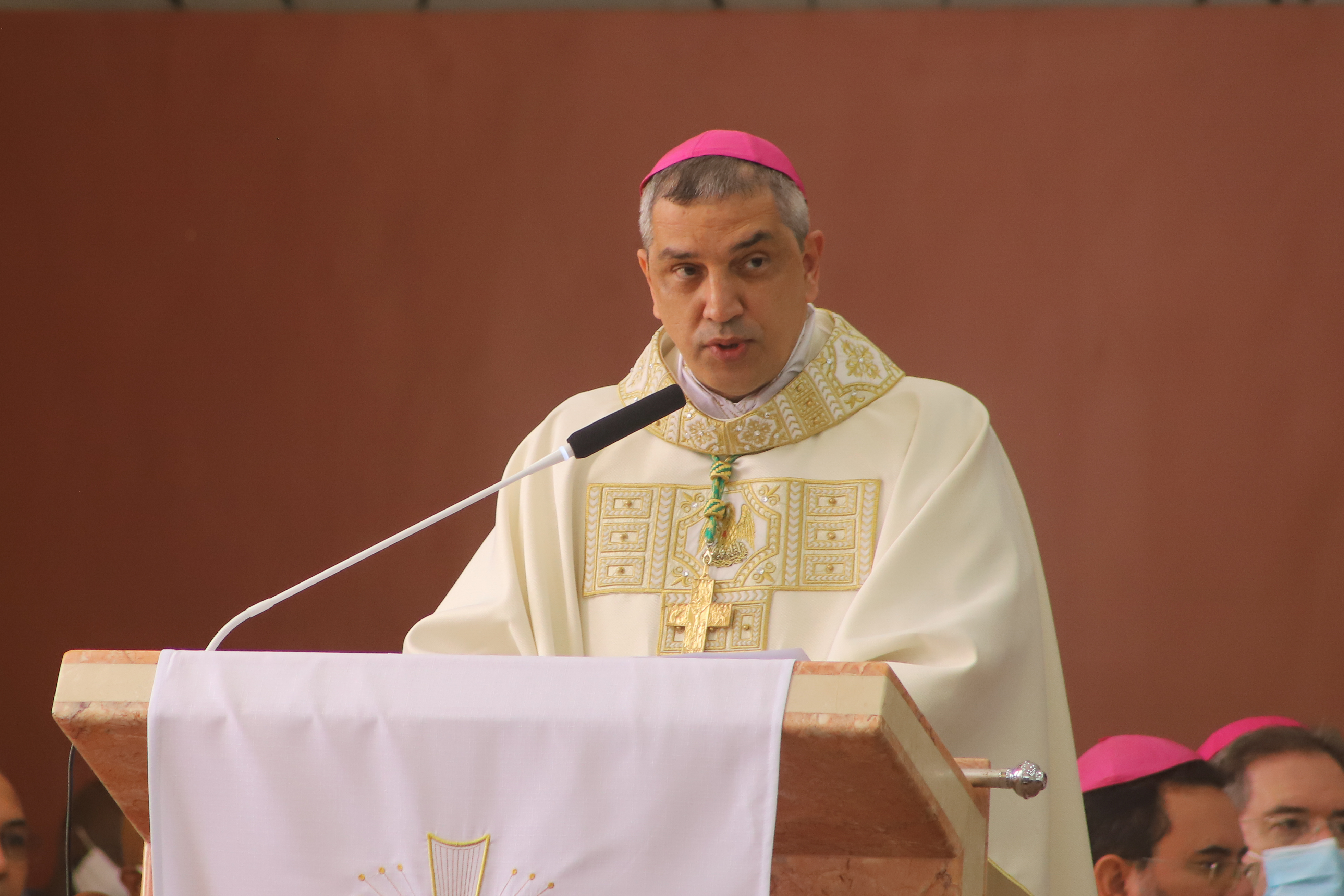
Dom Marcony Vinícius Ferreira durante cerimônia de assunção do cargo de Arcebispo do Ordinariado Militar do Brasil na Catedral Militar Rainha da Paz, em Brasília.

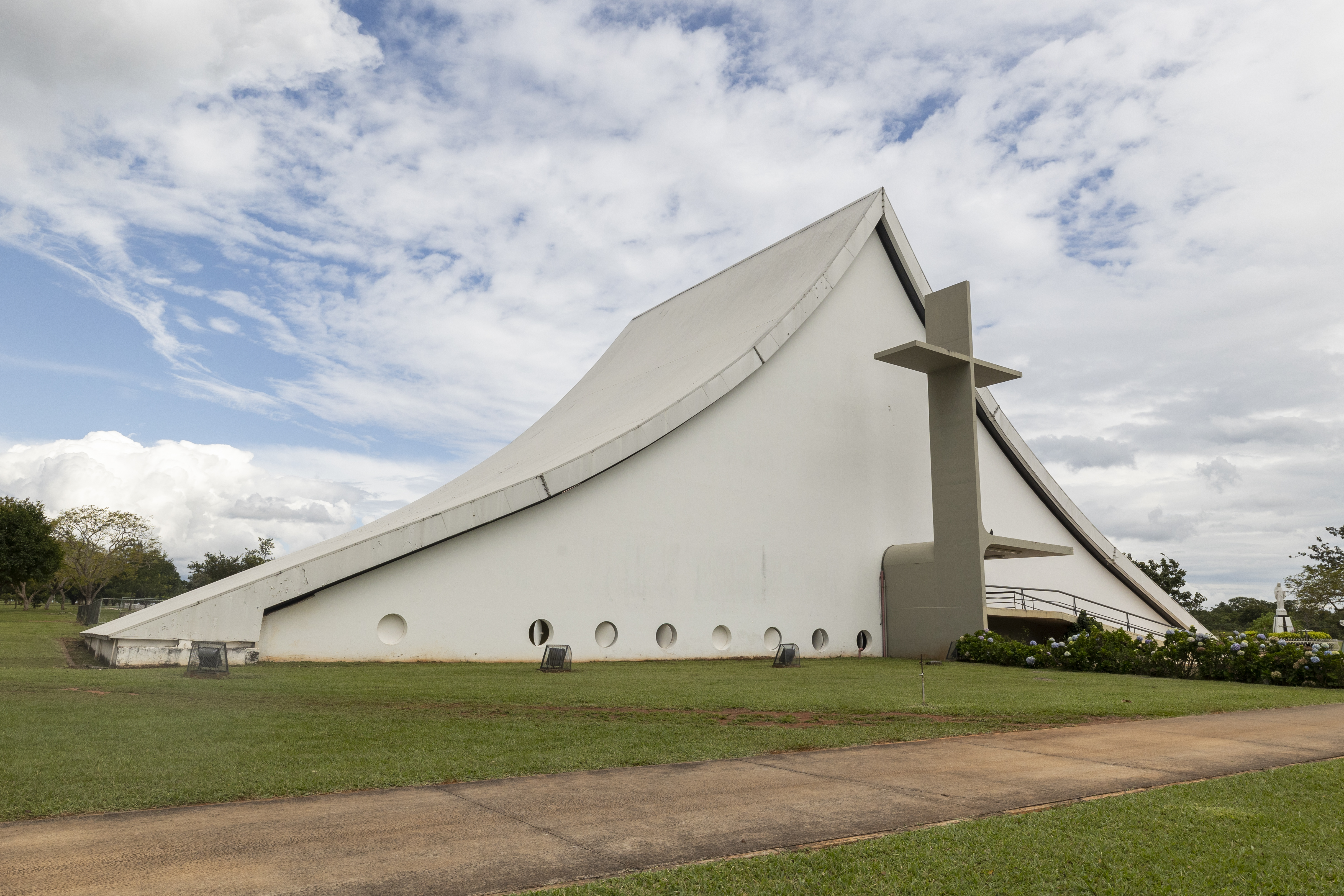
Catedral Militar Rainha da Paz, Brasília, Distrito Federal do Brasil, Brasil

O Ordinariado Militar do Brasil foi erigido canonicamente em 6 de novembro de 1950 pelo Papa Pio XII, sob a forma de Vicariato Castrense do Brasil, por meio do decreto Ad consulendum spirituali, da Sagrada Congregação Consistorial. Seu objetivo era prover assistência religiosa e pastoral aos membros das Forças Armadas e das forças de segurança pública do Brasil, bem como a todos aqueles que, de forma habitual, residissem ou servissem em ambientes militares, fossem leigos ou religiosos.
O Vicariato foi estruturado para ser composto por um Vigário Castrense, com jurisdição ordinária e pessoal, tanto no foro interno (confissões, direção espiritual) quanto no foro externo (atos públicos, administração de sacramentos e cerimônias); por um Capelão-Mor, responsável por exercer as funções de Vigário-Geral; e pelos capelães militares, subordinados à autoridade do Vigário Castrense.
No próprio decreto de ereção canônica, o então Arcebispo de São Sebastião do Rio de Janeiro — capital do Brasil à época —, Dom Jaime de Barros Cardeal Câmara, foi nomeado Vigário Castrense da recém-criada circunscrição eclesiástica.
Por força da Constituição Apostólica Spirituali Militum Curæ, de 21 de abril de 1986, passou a ser Ordinariado Militar, depois do acordo diplomático entre a Santa Sé e a República Federativa do Brasil, assinado em 23 de outubro de 1989.
Este Ordinariado Militar recebeu nova estrutura através de seu Estatuto, homologado pelo Decreto Cum Apostolicam Sedem, de 2 de janeiro de 1990, da Congregação para os Bispos.
O artigo 8º do Estatuto do Ordinariado Militar do Brasil define que «a jurisdição eclesiástica do Ordinário Militar é ordinária, própria e imediata, mas cumulativa com a do bispo diocesano, devendo ser exercida, primária e principalmente, nos quartéis e nos lugares próprios reservados aos membros das Forças Armadas e Auxiliares (Polícias Militares e Corpo de Bombeiros Militar) não excetuados os militares da reserva remunerada e reformados com seus respectivos dependentes.»
Em referência à função do Capelão Militar, o Estatuto prevê a ordem do presbiterato, dado que a função do Capelão se equipara a de Pároco, que conforme o can. 521 do CDC é privativa de presbítero:
« Art. 15 –  
§1. Serão destinados para o serviço religioso no Ordinariato Militar sacerdotes do clero secular e do clero religioso, formando um só Presbitério. Os sacerdotes do clero secular poderão ser incardinados  no mesmo Ordinariato, segundo as normas do Código de Direito Canônico.
Os sacerdotes incardinados no Ordinariato Militar, uma vez completado o serviço nas Forças Armadas, poderão regressar às suas circunscrições eclesiásticas de origem, observadas, porém, as normas do Direito. Pelo contrário, os candidatos promovidos ao Diaconato para prestarem serviço no Ordinariato Militar, permanecem neste incardinados.
§2. Os sacerdotes designados estavelmente para o serviço das Forças Armadas são denominados "Capelães Militares", gozando dos mesmos direitos e deveres canônicos análogos aos Párocos. Os direitos e deveres devem ser entendidos cumulativamente com os do Pároco local, em conformidade com os artigos IV e VII da Constituição Apostólica Spirituali Militum Curæ.»

## Clero e religiosos
Em 2004, o ordinariado militar contava com 
136 padres diocesanos, 8 padres de congregações religiosas, 5 diáconos permanentes e 8 religiosos.

## Arcebispos Militares do Brasil
|                   | Nome                                      | Período    | Notas                                    |
| Arcebispos        | Arcebispos                                | Arcebispos | Arcebispos                               |
| ----------------- | ----------------------------------------- | ---------- | ---------------------------------------- |
| 6º                | Marcony Vinícius Ferreira                 | 2022-atual |                                          |
| 5º                | Fernando José Monteiro Guimarães, C.Ss.R. | 2014-2022  | Ordinário militar emérito                |
| 4º                | Osvino José Both                          | 2006-2014  | Ordinário militar emérito                |
| 3º                | Geraldo do Espírito Santo Ávila           | 1990-2005  |                                          |
| 2º                | José Newton de Almeida Baptista           | 1963-1990  |                                          |
| 1º                | Jaime de Barros Cardeal Câmara            | 1950-1963  |                                          |
| Bispos Auxiliares |                                           |            |                                          |
|                   | José Francisco Falcão de Barros           | 2011-      |                                          |
|                   | Augustinho Petry                          | 2006-2007  | Nomeado Bispo-coadjutor de Rio do Sul    |
|                   | Alberto Trevisan, SAC                     | 1964-1966  | Nomeado Bispo auxiliar do Rio de Janeiro |